# Che Kuo-čchiang
Che Kuo-čchiang (čínsky pchin-jinem Hè Guóqiáng, znaky zjednodušené 贺国强, tradiční 賀國強; * 1. října 1943) je bývalý čínský komunistický politik, původně inženýr-chemik přešel roku 1980 do provinční správy v Šan-tungu. V letech 1991–1996 zaujímal úřad náměstka ministra chemického průmyslu, poté sloužil v provinciích jako guvernér Fu-ťienu (1996–1999) a tajemník čchungčchingského městského výboru KS Číny (1999–2002). Roku 2002 se vrátil do centra, tentokrát do stranického aparátu na místo vedoucího organizačního oddělení ÚV KS Číny (2002–2007), poté tajemníka ústřední komise pro kontrolu disciplíny KS Číny (2007–2012). Současně byl kandidátem (1985–1997) a členem (1997–2012) ústředního výboru, členem politbyra (2002–2012), tajemníkem sekretariátu (2002–2007) a členem stálého výboru politbyra (2007–2012) ÚV KS Číny.

## Život
Che Kuo-čchiang se narodil 1. října 1943 v okresu Siang-siang v provincii Chu-nan. Absolvoval katedru anorganické chemie na Pekingském institutu chemické technologie, kde studoval v letech 1961–1966. Po několikaměsíčním čekání na uplatnění od roku 1967 pracoval jako technik a pak vedoucí syntetické dílny Lunanského závodu na výrobu chemických hnojiv v provincii Šan-tung, v letech 1978–1980 byl zástupcem ředitele a zástupcem hlavního inženýra téhož závodu.
Roku 1980 přešel do výboru pro petrochemický průmysl ve vládě provincie Šan-tung, od roku 1984 byl členem šantungské vlády jako vedoucí zmíněného výboru.  Při reorganizaci stranického vedení v září 1985 byl přijat mezi kandidáty ústředního výboru KS Číny (znovuzvolen 1987 a 1992). Roku 1986 přešel do stranického aparátu na místo zástupce tajemníka městského výboru KS Číny v Ťi-nanu (metropoli Šan-tungu), po roce se stal tajemníkem ťinanského městského výboru KS Číny.
Roku 1991 byl přeložen do Pekingu na místo náměstka ministra chemického průmyslu. Od roku 1996 vykonával funkci guvernéra provincie Fu-ťien. Na XV. sjezdu KS Číny v září 1997 byl zvolen členem ústředního výboru (znovuzvolen 2002 a 2007). Roku 1999 byl zvolen tajemníkem čchungčchingského městského výboru KS Číny.
V říjnu 2002 se vrátil do Pekingu jako vedoucí organizačního oddělení ÚV KS Číny, vzápětí byl na XVI. sjezdu KS Číny v listopadu 2002 zvolen členem politbyra a tajemníkem sekretariátu. Do vysokých funkcí ho prosazoval Ceng Čching-chung, jeho předchůdce v organizačním oddělení.
Na XVII. sjezdu KS Číny v říjnu 2007 byl potvrzen v politbyru a zvolen i členem stálého výboru politbyra. Současně odešel z organizačního oddělení ÚV a byl zvolen tajemníkem ústřední komise pro kontrolu disciplíny KS Číny.
Na XVIII. sjezdu KS Číny v listopadu 2012 již nekandidoval do vedení strany kvůli vysokému věku a odešel do penze.